# Montale
Montale är en liten stad och kommun i provinsen Pistoia i regionen Toscana i Italien, Kommunen hade 10 754 invånare (2018) och gränsar till kommunerna  Agliana, Cantagallo, Montemurlo och Pistoia.